# Gudrun Annette Høie
Gudrun Annette Høie (* 13. Juli 1970) ist eine norwegische Ringerin. Sie wurde viermal Weltmeisterin.

## Werdegang
Gudrun Annette Høie war eine der ersten Sportlerinnen Norwegens, die mit dem Frauenringen begann. Das war im Jahre 1986. Sie trat dazu dem Kristiansund Atleteklub bei, dem sie noch heute angehört. Ihr erster Trainer war Gabbe Kantor. Im Laufe ihrer langen Karriere wurde sie insgesamt vierzehnmal norwegische Meisterin in verschiedenen Gewichtsklassen. Zeitweise betätigte sie sich auch als Sumokämpferin. In dieser Sportart wurde sie im Jahre 1998 sogar Europameisterin. Die größten Erfolge in ihrer Laufbahn als Ringerin erzielte sie zu Beginn der 1990er Jahre, als sie eine Reihe von internationalen Titeln gewann. In den Jahren 1994 bis 1997 bestritt sie keine internationalen Meisterschaften, weil sie sich in diesen Jahren ihrem Medizinstudium widmete. Heute ist sie Ärztin in einem Krankenhaus in Kristiansund und trainiert die Jugendlichen in ihrem Sportverein.
Ihre internationale Laufbahn begann sie als Siebzehnjährige bei der Weltmeisterschaft 1987 in Lørenskog/Norwegen. Das waren die ersten Weltmeisterschaften für Frauen, die überhaupt stattfanden. Sie belegte dabei in der Gewichtsklasse bis 50 kg den 5. Platz. 1988 wurde sie in Dijon Junioren-Weltmeisterin in der gleichen Gewichtsklasse. 1989 wurde sie dann in Martigny zum ersten Mal Weltmeisterin in der Gewichtsklasse bis 57 kg. Sie verwies dabei Riyoko Sakae aus Japan und Inge Krasser aus der Schweiz auf die nächsten Plätze.
1990 gewann sie auch bei der Weltmeisterschaft in Luleå. In der Gewichtsklasse bis 57 kg siegte sie dort vor Olga Marina Lugo Guardia aus Venezuela, Riyoko Sakae und Tu Chun-Chou aus Taiwan. 1991 musste sich Gudrun Annette Hoie in Tokio bei der Weltmeisterschaft hinter Olga Marina Lugo Guardia mit dem 2. Platz begnügen, den sie vor Marine Roy, Frankreich und Huang Ai-Chin, Taiwan, belegte.
1993 gelang es Gudrun Annette Hoøie in Stavern/Norwegen ihren dritten Weltmeistertitel zu gewinnen. Sie siegte in Stavern in der Gewichtsklasse bis 57 kg vor Olga Marina Lugo Guardia, Huan Ai-Chin und Natalja Winogradowa aus Russland.
Nach dieser Weltmeisterschaft war sie wegen ihres Medizinstudiums bis 1997 inaktiv.
1998 kehrte sie auf die internationale Ringerbühne mit einem Paukenschlag zurück, denn sie wurde in Posen zum viertenmale Weltmeisterin. In der Gewichtsklasse bis 56 kg besiegte sie dabei Tina George aus den Vereinigten Staaten, Tetjana Lasarewa aus der Ukraine und Anna Gomis aus Frankreich.
In den folgenden Jahren konnte sie dann nicht mehr ganz an die großen Erfolge der 1990er Jahre anknüpfen. Sie gewann aber noch bei mehreren internationalen Meisterschaften Medaillen. 1999 gewann sie bei der Weltmeisterschaft in Hildursborg/Schweden eine Bronzemedaille in der Gewichtsklasse bis 56 kg. 2000 wurde sie in Budapest Vize-Europameisterin in der Gewichtsklasse bis 62 kg, wobei sie im Finale gegen Nikola Hartmann-Dünser aus Österreich unterlag. Ihre letzte Medaille bei einer internationalen Meisterschaft gewann sie dann im Jahre 2002, als sie bei der Europameisterschaft 2002 in Seinäjoki/Finnland auf den 3. Platz kam.
2004 und 2008 versuchte sich Gudrun Annette Hoie für die Teilnahme an den Olympischen Spielen in Athen bzw. in Peking zu qualifizieren, beide Male vergebens. 2004 trainierte sie dazu sogar in die olympische Gewichtsklasse bis 48 kg ab. Offensichtlich war dabei aber der Substanzverlust zu groß. 2007 fiel ein Schatten auf die ihre Karriere, denn sie wurde in diesem Jahr des Dopings überführt und ein Jahr lang gesperrt. Die mangelnde Praxis internationaler Turniere fehlte ihr dann bei den Olympia-Qualifikations-Turnieren 2008.
Sie rang trotzdem noch bis 2010 weiter, konnte aber keine großen Erfolge mehr erzielen. Für ihre Verdienste um den Ringersport wurde sie im August 2012 in die FILA International Wrestling Hall of Fame aufgenommen.

## Internationale Erfolge
| Jahr | Platz | Wettbewerb                               | Gewichtsklasse | Ergebnisse |
| 1987 | 5.    | WM in Lørenskog/Norwegen                 | bis 50 kg      | hinter Anne Marie Halvorsen, Norwegen, Kyoko Fukuda, Japan, Martine Poupon, Frankreich und Pia Sörensen, Dänemark |
| 1988 | 1.    | Junioren-WM in Dijon                     | bis 50 kg      | vor Hsu Su-chen, China und Sandra Greciet, Frankreich |
| 1989 | 1.    | WM in Martigny/Schweiz                   | bis 57 kg      | vor Riyoko Sakae, Japan, Inge Krasser, Schweiz und Panda van der Holst, Niederlande |
| 1990 | 1.    | Nordische Meisterschaft                  | bis 57 kg      | vor Lotte Søvre, Norwegen und Sofia Malander, Schweden |
| 1990 | 1.    | WM in Luleå                              | bis 57 kg      | vor Olga Marina Lugo Guardia, Venezuela, Riyoko Sakae und Tu Chun-Chou, Taiwan |
| 1991 | 2.    | WM in Tokio                              | bis 57 kg      | hinter Olga Marina Lugo Guardia, vor Marine Roy, Frankreich und Huang Ai-Chin, Taiwan |
| 1993 | 1.    | WM in Stavern/Norwegen                   | bis 57 kg      | vor Olga Marina Lugo Guardia, Huang Ai-Chin und Natalja Winogradowa, Russland |
| 1998 | 2.    | Klippan-Lady-Open                        | bis 62 kg      | hinter Nikola Hartmann-Dünser, vor Lene Aanes, Norwegen, Stephanie Gross und Anita Schätzle, bde. Deutschland |
| 1998 | 1.    | WM in Posen                              | bis 56 kg      | nach Siegen über Tina George, Vereinigte Staaten, Tetjana Lasarewa, Ukraine und Anna Gomis, Frankreich |
| 1999 | 5.    | EM in Götzis                             | bis 56 kg      | nach Sieg über Metand Suleymanowa, Aserbaidschan, Niederlage gegen Natalja Karamtschakowa, Russland und Sieg über Minerva Montero Perez, Spanien                                                                                  |
| 1999 | 3.    | WM in Hildursborg/Schweden               | bis 56 kg      | nach Siegen über Branne Leigh Graham, Kanada, Biruta Licika, Lettland und Natalja Iwaschko, Russland, einer Niederlage gegen Anna Gomis und einem Sieg über Tatjana Lasarewa                                                      |
| 2000 | 2.    | EM in Budapest                           | bis 62 kg      | nach einer Niederlage gegen Ludmila Golowchenko, Ukraine, Siegen über Diletta Giampiccolo, Italien, Malgorzata Bassa-Roguska, Polen und Iljana Selnichko, Bulgarien und einer Niederlage gegen Nikola Hartmann-Dünser, Österreich |
| 2000 | 2.    | Austrian-Lady-Open in Götzis             | bis 62 kg      | hinter Nikola Hartmann-Dünser, vor Sara Eriksson, Schweden und Sara McMann, USA |
| 2001 | 8.    | WM in Sofia                              | bis 56 kg      | nach einer Niederlage gegen Tatjana Lasarewa und einem Sieg über Minerva Montero Perez |
| 2002 | 2.    | Klippan-Lady-Open                        | bis 55 kg      | hinter Ida-Theres Nerell, Schweden, vor Salma Ferchichi, Tunesien |
| 2002 | 3.    | EM in Seinäjoki/Finnland                 | bis 55 kg      | nach Siegen über Minerva Montero Perez und Zeynep Yildirim, Türkei, einer Niederlage gegen Ida-Theres Nerell und einem Sieg über Natalja Smirnowa, Russland                                                                       |
| 2002 | 1.    | Großer Preis von Deutschland in Dormagen | bis 55 kg      | vor Anna Gomis und Saringe Hangst, Deutschland |
| 2003 | 5.    | EM in Riga                               | bis 55 kg      | nach einer Niederlage gegen Diletta Giampiccolo, einem Sieg über Tatjana Lasarewa und einer Niederlage gegen Christina Oertli, Deutschland                                                                                        |
| 2003 | 1.    | Großer Preis von Deutschland in Dormagen | bis 48 kg      | vor Lindsay Belisle und Carol Huynh, beide Kanada |
| 2003 | 1.    | Austrian-Lady-Open in Götzis             | bis 51 kg      | vor Alexandra Engelhardt, Deutschland und Teresa Piotrowska, Polen |
| 2003 | 15.   | WM in New York City                      | bis 48 kg      | nach Niederlage gegen Inga Karamtschakowa, Russland und Sieg über Ida Hellström, Schweden |
| 2004 | 13.   | Olympia-Qual.-Turnier in Tunis           | bis 48 kg      | Siegerin: Brigitte Wagner, Deutschland vor Lilija Kaskarakowa, Russland |
| 2004 | 4.    | Olympia-Qual.-Turnier in Madrid          | bis 55 kg      | hinter Anna Gomis, Ida-Theres-Nerell und Tonya Verbeek, Kanada |
| 2005 | 5.    | EM in Warna                              | bis 55 kg      | nach Siegen über Jessica Bechtel, Deutschland und Valentina Minguzzo, Italien und Niederlagen gegen Anna Gomis und Sylwia Bileńska, Polen                                                                                         |
| 2005 | 2.    | Großer Preis von Deutschland in Dormagen | bis 55 kg      | hinter Jessica Bechtel, vor Laura Demoury, Frankreich und Minerva Montere Perez |
| 2005 | 1.    | Austrian-Lady-Open in Götzis             | bis 55 kg      | vor Emily Richardson, Kanada, Anna Swirydowska, Polen und Laura McDougall, Kanada |
| 2005 | 23.   | WM in Budapest                           | bis 55 kg      | nach einer Niederlage gegen Natalja Golz, Russland |
| 2006 | 13.   | Großer Preis von Deutschland in Dormagen | bis 63 kg      | Siegerin: Nikola Hartmann-Dünser vor Helena Allandi, Schweden und Adrienne Lugasi, Deutschland |
| 2006 | 10.   | WM in Guangzhou                          | bis 59 kg      | nach einem Sieg über Anchuli Srithunyorat, Thailand und einer Niederlage gegen Erin Tomeo, USA |
| 2007 | 3.    | Klippan-Lady-Open                        | bis 59 kg      | hinter Ida-Theres Nerell und Galina Legenkina, Russland |
| 2007 | 2.    | Haparanda-Cup                            | bis 63 kg      | hinter Laura Skujina, Lettland, vor Nikola Hartmann-Dünser und Olga Butkewitsch, Vereinigtes Königreich |
| 2008 | 2.    | Klippan-Lady-Open                        | bis 59 kg      | hinter Ida Theres-Nerell, vor Aldona Haniszewska, Polen und Kaya Tsuda, Japan |
| 2008 | 19.   | EM in Tampere                            | bis 55 kg      | nach Niederlagen gegen Natalja Golz und Tatjana Lasarewa |
| 2008 | 12.   | Austrian-Lady-Open in Götzis             | bis 55 kg      | Siegerin: Anna Gomis vor Anna Swirydowska |
| 2008 | 16.   | Olympia-Qual.-Turnier in Edmonton        | bis 55 kg      | Siegerin: Mareia Yuleisi Andrades Mendoza, Venezuela vor Marcie van Dusen, USA |
| 2008 | 8.    | Olympia-Qual.-Turnier in Haparanda       | bis 55 kg      | Siegerin: Ana Maria Pavăl, Rumänien vor Naidangiin Otgondschargal, Mongolei |
| 2009 | 5.    | Großer Preis von Deutschland in Dormagen | bis 55 kg      | Siegerin: Tonya Verbeek vor Natalja Golz |
| 2009 | 3.    | Austrian-Lady-Open in Götzis             | bis 55 kg      | hinter Chikako Matsukawa, Japan und Jill Gallays, Kanada |
| 2009 | 5.    | Golden-Grand-Prix in Baku                | bis 55 kg      | Siegerin: Chikako Matsukawa vor Julia Ratkewitsch, Aserbaidschan |
| 2009 | 13.   | WM in Herning/Dänemark                   | bis 55 kg      | nach einem Sieg über Lenka Martinakowa, Tschechien und einer Niederlage gegen Tatjana Padilla, USA |
| 2010 | 7.    | Golden-Grand-Prix in Klippan             | bis 55 kg      | Siegerin: Tatjana Padilla vor Chiho Hamada, Japan |
| 2010 | 5.    | EM in Baku                               | bis 59 kg      | hinter Sona Ahmadli, Aserbaidschan, Taybe Yusein, Bulgarien, Marianna Sastin, Ungarn und Meryem Selloum, Frankreich |
| 2010 | 2.    | Austrian-Lady-Open in Götzis             | bis 59 kg      | hinter Johanna Mattsson, Schweden, vor Fabienne Wittenwiler, Schweiz |
| 2010 | 5.    | Golden-Grand-Prix in Baku                | bis 55 kg      | hinter Natalja Sinischin, Ukraine, Aiym Abdildina, Kasachstan, Chikako Matsukawa und Jekaterina Krasnowa, Russland |

## Norwegische Meisterschaften
Gudrun Annette Høie wurde in ihrer Laufbahn insgesamt vierzehnmal norwegische Meisterin in verschiedenen Gewichtsklassen.

## Erläuterungen
- alle Wettbewerbe im freien Stil
- WM = Weltmeisterschaft, EM = Europameisterschaft